# Jan Jaśkiewicz (fotograf)
Jan Jaśkiewicz (ur. 9 czerwca 1941 w Łodzi, zm. 30 września 2015) – polski artysta fotograf. Członek rzeczywisty Okręgu Warszawskiego Związku Polskich Artystów Fotografików. Członek rzeczywisty i Artysta Fotoklubu Rzeczypospolitej Polskiej (AFRP). Członek Warszawskiego Towarzystwa Fotograficznego. Wykładowca w Wyższym Studium Fotografii Ministerstwa Kultury i Sztuki.

## Życiorys
Jan Jaśkiewicz dyplomowany technik poligrafii (Pomaturalne Studium Techniczne), związany z warszawskim środowiskiem fotograficznym – zajmował się fotografią od wielu lat (czasy szkolne). Od 1969 roku należał do Warszawskiego Towarzystwa Fotograficznego. Miejsce szczególne w jego twórczości zajmowała fotografia krajoznawcza oraz fotografia teatralna – w dużej części wykonywana w technice monochromatycznej. W latach 1970–1980 był członkiem grupy twórczej Fotografia Teatralna, funkcjonującej przy Teatrze Polskim i Szkole Baletowej w Warszawie. 
Od 1972 roku Jan Jaśkiewicz był autorem i współautorem wielu wystaw fotograficznych; indywidualnych, zbiorowych, pokonkursowych oraz poplenerowych. Jego fotografie były prezentowane m.in. w Bułgarii, Francji, Hiszpanii, Niemczech, Stanach Zjednoczonych oraz w Polsce – wielokrotnie nagradzane akceptacjami, medalami, nagrodami, wyróżnieniami, dyplomami, listami gratulacyjnymi. W 1976 roku został przyjęty w poczet członków Okręgu Warszawskiego Związku Polskich Artystów Fotografików, w którym (lata 1980–1990) pełnił funkcję członka Zarządu oraz członka Komisji Rewizyjnej Okręgu Warszawskiego ZPAF. W 1990 roku – wspólnie z Mieczysławem Cybulskim, Krystyną Małgorzatą Dołowską, Stanisławem Fitakiem, Ryszardem Frankowskim, Jerzym Mąkowskim, Henrykiem Muchinem, Henrykiem Rogozińskim, Januszem Wolińskim – był współzałożycielem Fundacji Fotografia dla Przyszłości. W 1986 roku otrzymał stypendium Ministerstwa Kultury i Sztuki. 
Zmarł 30 września 2015, pochowany 6 października na Cmentarzu Wawrzyszewskim w Warszawie. 
Fotografie Jana Jaśkiewicza mają w swoich zbiorach Muzeum Narodowe we Wrocławiu, Muzeum Fotografii w Krakowie, Związek Polskich Artystów Fotografików w Warszawie (Fototeka ZPAF).

## Wybrane wystawy indywidualne
- Porównania (Galeria Warszawskiego Towarzystwa Fotograficznego 1972);
- Pomniki (Galeria Warszawskiego Towarzystwa Fotograficznego 1973);
- Propozycje (Galeria Warszawskiego Towarzystwa Fotograficznego 1973);
- Punkt widzenia – Mała Galeria ZPAF (Warszawa 1981);
- Kampinos – Galeria Fotografii (Kielce 1981);
- Impresje – Puszcza Kampinoska – Stara Galeria ZPAF (Warszawa 1983);
- Uroczyska leśne – Zamek Książąt Pomorskich (Szczecin 1984);
- Morze nasze morze – Galeria Fotografii (Toruń 1988);
- Fascynacje – Galeria Podróżnika (Warszawa 1998);

Źródło.

## Wybrane wystawy zbiorowe
- Konfrontacje (Lublin 1973);
- Bawaria w oczach Polaków  (Warszawa 1978);
- Polska współczesna fotografia artystyczna – Zachęta Narodowa Galeria Sztuki (Warszawa 1985);
- Polska fotografia krajobrazowa (1944-1984) – Biuro Wystaw Artystycznych (Kielce 1985);
- Jubileusz 40-lecia ZPAF – Zachęta Narodowa Galeria Sztuki (Warszawa 1987);
- Europejski plener fotograficzny – (Płowdiw, Bułgaria 1987);
- Jubileusz 50-lecia ZPAF – Stara Galeria ZPAF (Warszawa 1997);

Źródło.

## Odznaczenia
- Złoty Krzyż Zasługi (1987);
- Odznaka „Zasłużony Działacz Kultury” (1986);
- Odznaka „Zasłużony Działacz Kultury” (1987);
- Medal 40-lecia ZPAF (1987);
- Medal 150-lecia Fotografii (1989);

Źródło.